# Inghiottitoio

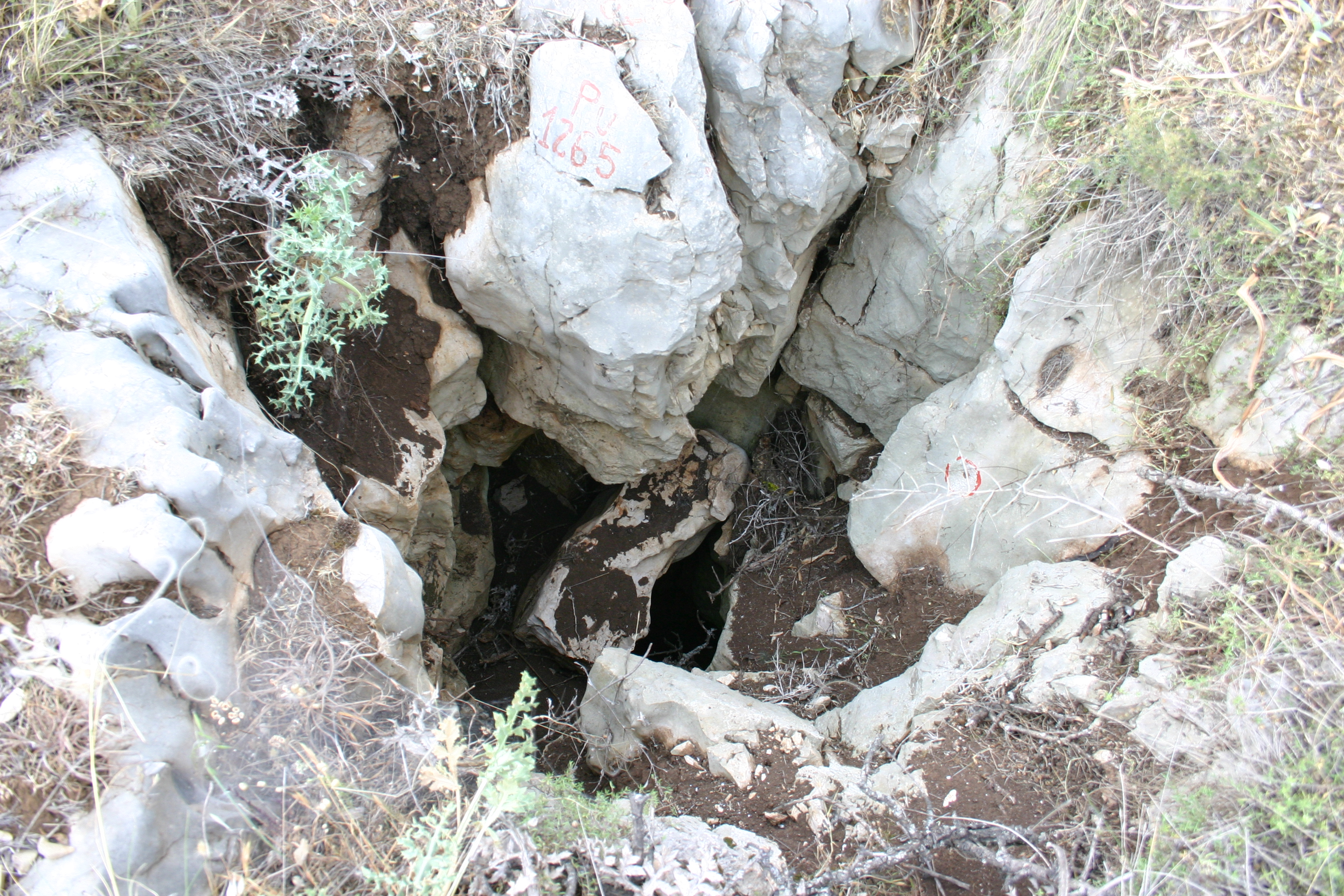
Imboccatura di un piccolo inghiottitoio (Foto scattata nel territorio carsico dell'Alta Murgia - Puglia)

Un inghiottitoio, in geologia, è il punto su una superficie carsica dove l'acqua penetra o sprofonda nel sottosuolo.

## Descrizione
Solitamente si fa distinzione tra due tipi di inghiottitoio.
In un primo tipo, si tratta di una variazione nella consistenza del suolo nell'alveo di un corso d'acqua. Se un torrente o un fiume che scorre su terreno roccioso o argilloso (impermeabile) passa improvvisamente su terreni ghiaiosi o marnosi, per cui permeabili, l'acqua sembra scomparire, cioè si disperde nel sottosuolo. Il punto dove l'acqua si inabissa, solitamente dopo una cascatella che indica appunto la fine dello strato roccioso, viene detto inghiottitoio. A lungo andare quest'acqua si scava veri e propri condotti sotterranei che permettono al fiume di continuare il percorso attraverso grotte ed ulteriori inghiottitoi fino a sbucare nuovamente all'aperto come risorgiva carsica.
Questi inghiottitoi sono delle vere saracinesche naturali tra la superficie ed il sottosuolo carsico, in quanto servono a regolamentare il flusso che penetra negli strati inferiori. In caso di pioggia abbondante, infatti, il corso d'acqua si ingrossa, ma non riesce a penetrare lo strato permeabile con la stessa velocità con cui cresce il livello dell'acqua. Ecco perché in questi casi sopra l'inghiottitoio il terreno si allaga fino a formare dei laghi “a scomparsa”, mentre il flusso sotterraneo non cambia molto in volume. Inoltre, penetrando dalla superficie verso il sottosuolo, l'acqua infiltra nel terreno delle particelle più o meno grandi di sabbia, detriti e depositi organici che possono allargare ed approfondire lo strato permeabile. È comprensibile perciò che proprio la composizione e l'omogeneità dello strato marnoso sia determinante per la quantità e l'impetuosità dell'acqua di un fiume sotterraneo.
Un secondo tipo di inghiottitoio è invece costituito da un buco nel terreno nel quale si riversa l'acqua accumulatasi sulla superficie. Stiamo parlando delle doline (polje carsico), una grande vallata chiusa, dove lo strato superficiale del terreno è più o meno poroso, mentre in profondità esiste una base impermeabile. Nelle stagioni piovose il corso d'acqua che di norma scorre attraverso il polje, si ingrossa fino a debordare. L'acqua in eccesso si riversa negli inghiottitoi e va a raggiungere il fondo impermeabile della vallata. Se s'immagina la vallata come una grande ciotola contenente sabbia, si può capire che l'acqua viene “inghiottita” e va a fondo. Certo che quando il livello dell'acqua cresce a dismisura, la ciotola si riempie comunque - la vallata si allaga completamente e diventa un lago.
Esiste una variante di questo inghiottitoio che si chiama, con vocabolo spagnolo, estavela e che è interessante perché alle volte l'acqua vi si riversa, altre volte invece ne sgorga. È un fenomeno che si può spiegare con la teoria dei vasi comunicanti, in quanto tutto il terreno carsico è praticamente cavo e comunicante, molto spesso attraverso veri e propri sifoni. Di conseguenza, quando il livello generale dell'acqua nel terreno è sotto l’estavela, l'acqua di superficie vi defluisce; quando tale livello viene a trovarsi sopra l’estavela, l'acqua sotterranea ne viene espulsa. Presso i Monti Lepini ed Ausoni sono presenti i termini dialettali Ouso, o Catouso, o Catauso, ad indicare gli inghiottitoi, dal PIE *ous col significato di "bocca", attraverso il latino os, oris o analoga voce osco-umbra.